# Луна 1958А
Луна 1958А, (Луна Е-1 № 1) също означавана и Луна 1А, е съветска космическа сонда за изучаване на Луната и космическото пространство. Това е първият съветски опит да се достигне Лунната повърхност. Целта не е достигната поради провал при изстрелването.
Сондата има тегло 361 kg и е първата от програма Луна. Мисията включва изпускането на малък облак от натрий след достигането на Лунната повърхност, което да създаде „натриева комета“, която може да се види от Земята.
Апаратът е изстрелян на 23 септември 1958 с ракета-носител Восток 8К72Л от космодрума Байконур, стартова площадка 1. Поради проблем с ракетата-носител, сондата е разрушена 92 секунди след старта.